# Aesalus scarabaeoides
Aesalus scarabaeoides es una especie de coleóptero de la familia Lucanidae.

## Distribución geográfica
Habita en Europa.

## Subespecies
Se reconocen dos:
- Aesalus scarabaeoides meridionalis
- Aesalus scarabaeoides scarabaeoides